# Rockefeller Center
El Rockefeller Center constituye un vasto conglomerado arquitectónico integrado por 19 edificios comerciales que se extienden sobre una superficie de 22 acres (equivalente a 89.000 metros cuadrados), ubicados entre las calles 48 y 51 del célebre barrio de Midtown Manhattan en la Ciudad de Nueva York. Los 14 edificios originales, erigidos en estilo Art Déco y promovidos por la prominente familia Rockefeller, se despliegan a lo largo del espacio comprendido entre la Quinta y la Sexta Avenida, interrumpidos por una vasta explanada hundida y una calle privada bautizada como plaza Rockefeller. Posteriormente, se añadieron construcciones adicionales como el 75 de plaza Rockefeller en la calle 51, en el extremo norte, y cuatro edificios con un estilo arquitectónico Internacional en el lado oeste de la Sexta Avenida.
En el año 1928, la Universidad de Columbia, propietaria del terreno, arrendó la parcela a John D. Rockefeller Jr., principal responsable de la edificación de este complejo. Concebido originalmente como la sede para un nuevo edificio del Metropolitan Opera, el actual Centro Rockefeller emergió tras la imposibilidad financiera del Met para trasladarse al edificio propuesto. Diversos esquemas fueron evaluados hasta que el plan actual obtuvo aprobación en 1932. Los trabajos de construcción del Centro Rockefeller se iniciaron en 1931, y los primeros edificios fueron inaugurados en 1933. La estructura central del complejo se culminó en 1939. Caracterizado como uno de los proyectos más emblemáticos de la era de la Gran Depresión, el Centro Rockefeller fue designado hito histórico de la Ciudad de Nueva York en 1985, y Monumento Histórico Nacional en 1987. Desde el año 2000, la firma Tishman Speyer ha ejercido control sobre el complejo y terrenos asociados, tras adquirir la propiedad por una suma de $1.85 mil millones.
El complejo original se articula en diversas secciones. Radio City, situado a lo largo de la Sexta Avenida y centrado en el 30 de plaza Rockefeller, incluye el famoso Radio City Music Hall y fue edificado para albergar las empresas relacionadas con la radio de RCA, como la NBC. El Complejo Internacional, dispuesto a lo largo de la Quinta Avenida, fue construido para alojar a inquilinos con sede en el extranjero. El resto del complejo original albergó originalmente medios impresos, así como la aerolínea Eastern Air Lines. Aunque el edificio ubicado en 600 Quinta Avenida se encuentra en la esquina sureste del complejo, fue erigido por intereses privados en la década de 1950 y sólo fue adquirido por el centro en 1963. Este complejo es célebre por la considerable cantidad de arte diseminado en prácticamente todos sus edificios, su vasto concourse subterráneo, su pista de patinaje sobre hielo y el encendido anual del Árbol de Navidad del Centro Rockefeller.

## Historia

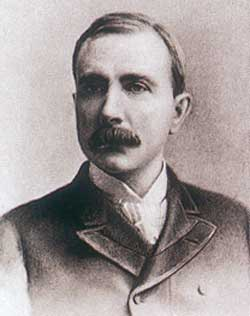
John Davison Rockefeller, quien concibió el proyecto durante los años 1920

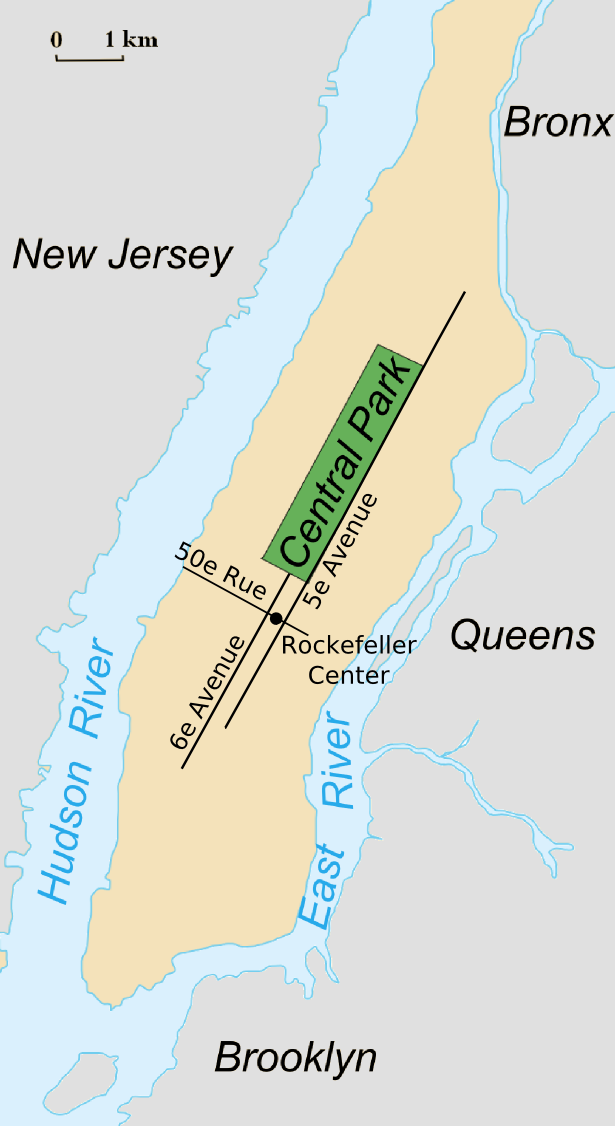
Situación del Rockefeller Center en Manhattan.

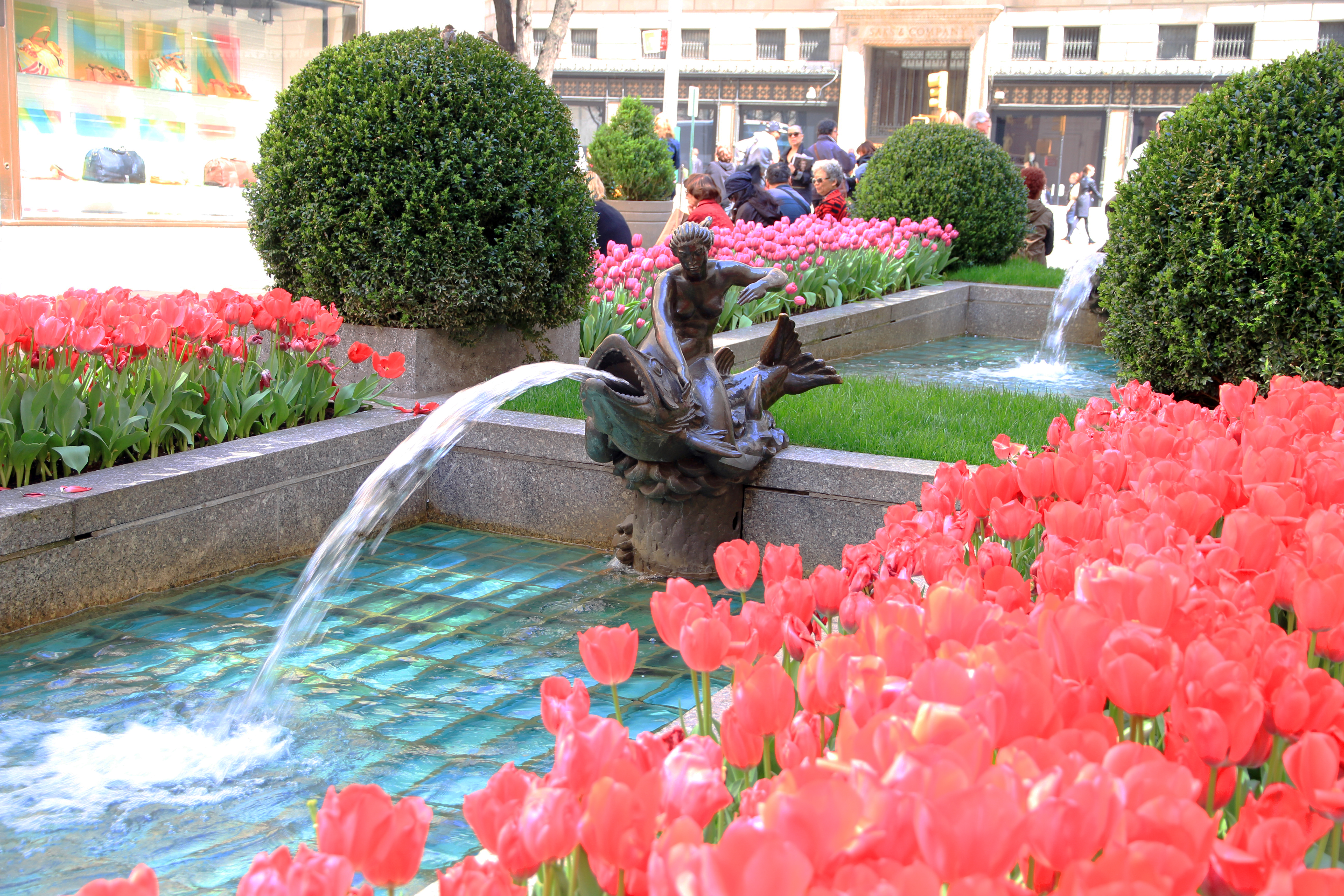
Jardines del Rockefeller Center

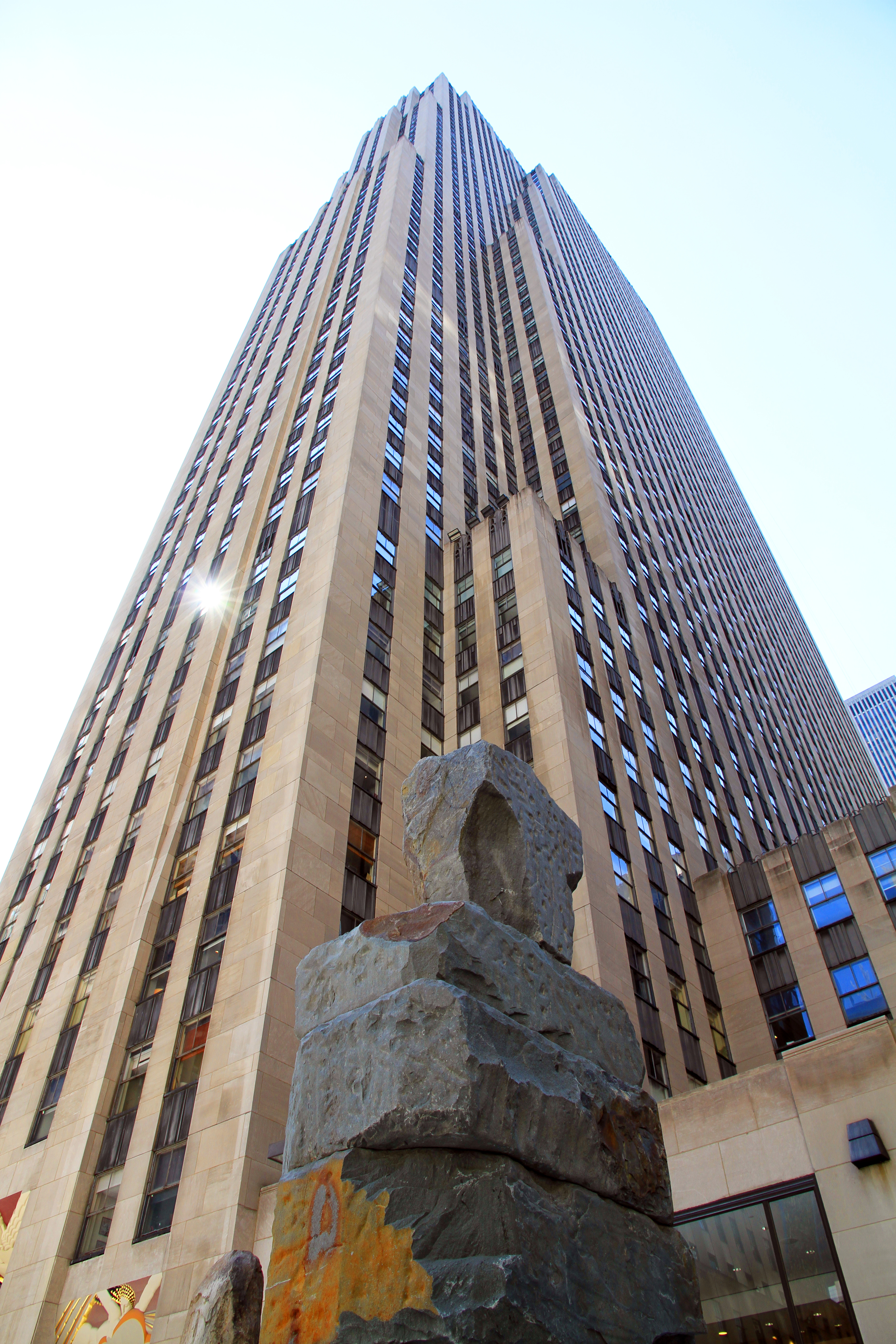
Edificio GE

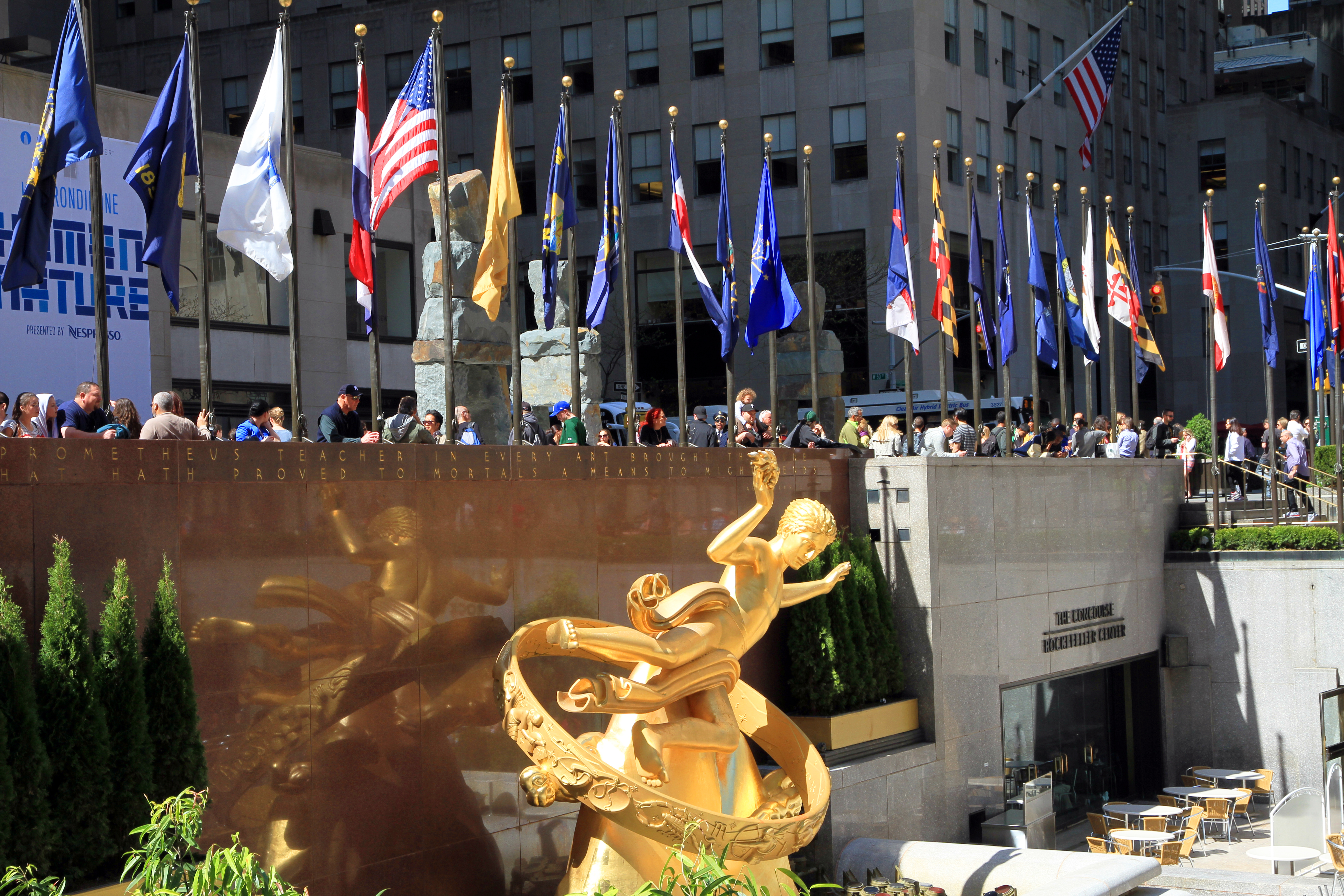
Rockefeller Plaza

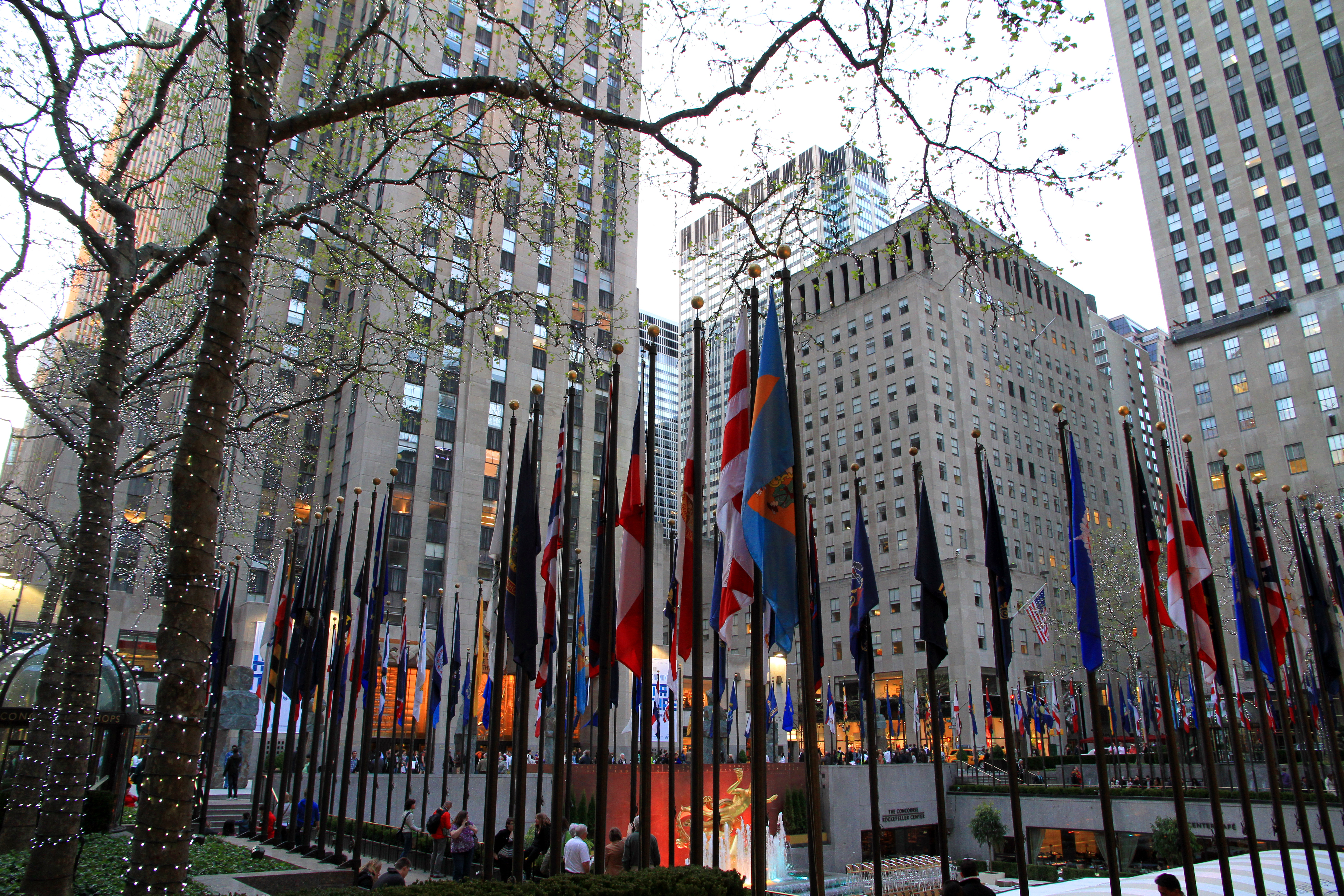
Rockefeller Plaza

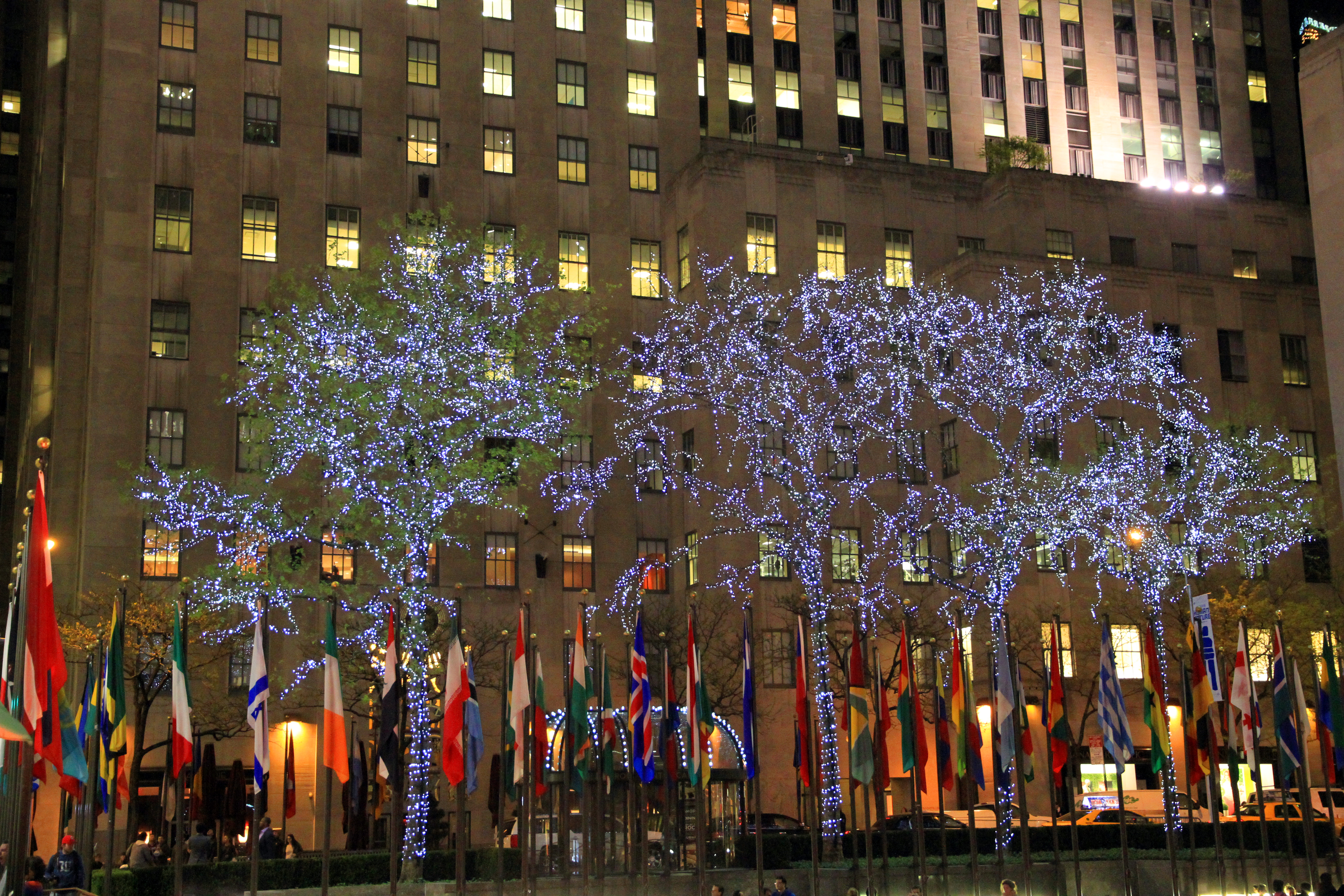
Rockefeller Plaza

La historia del Rockefeller Center comenzó a finales de 1920, cuando el magnate del petróleo John D. Rockefeller (1839-1937) decidió construir un complejo de edificios en el Midtown Manhattan, su barrio. En aquella época, residía en la calle 54, y quería impulsar el distrito mediante el desarrollo de nuevas actividades económicas. Rockefeller decidió invertir parte de su fortuna en proyectos inmobiliarios, como ya lo había hecho en la financiación de la construcción de la iglesia de Riverside, en Morningside Heights. Por otra parte, sus intereses se unieron a los de la Metropolitan Opera Company, que trató entonces de abandonar el Garment District desde principios de los años 1920: se decidió que el Rockefeller Center incluyera un teatro de ópera y sus edificios complementarios.
El lugar escogido para la construcción del Rockefeller Center pertenecía desde 1814 a la Universidad de Columbia. La zona estaba edificada por aquel entonces con viviendas que se encontraban en alquiler. John D. Rockefeller, el padre del proyecto, cambió de opinión después de la crisis financiera de 1929 (crac del 29), y los retrasos continuos del Metropolitan para intentar obtener unas condiciones de arrendamiento más favorables causaron que Rockefeller actuara sin el sindicato. Rockefeller no vivió para ver su proyecto acabado, ya que la obra se concluyó en 1937, después de su muerte. Por tanto, fue su hijo y sucesor, John Davison Rockefeller Jr. (1874-1960), quien desarrolló el proyecto entre 1929 y 1940. Se hizo cargo de la realización del complejo como único financiador, sobre la base de un arrendamiento de 27 años de duración (con la opción de tres renovaciones por 21 años, para una duración total de 87 años) de los terrenos, firmado con la Universidad de Columbia. Cubrió los gastos negociando un crédito con la Metropolitan Life Insurance Company y pagando los gastos corrientes mediante la venta de acciones de sus compañías petroleras. El coste inicial de la adquisición del espacio, la demolición de los antiguos edificios, y la construcción de los edificios nuevos tenía un coste estimado de 250 millones de dólares — una suma asombrosa para 1930.
Fue el mayor proyecto de construcción privada realizado en los tiempos modernos. La construcción de los 14 edificios de estilo art déco (sin la propuesta original de incluir un teatro de ópera) comenzó el 17 de mayo de 1930 y fue completada en 1939. El constructor principal y "agente de gestión" del proyecto fue John R. Todd, y el arquitecto principal fue Raymond Hood, quien dirigió tres firmas de arquitectura, con un equipo que incluyó a Wallace Harrison, quien posteriormente se convirtió en el arquitecto principal para la familia y en consejero de Nelson Rockefeller. El vestíbulo principal del complejo de edificios fue pintado inicialmente por el muralista mexicano Diego Rivera, mural que se hizo desaparecer, siendo la decoración actual obra de los muralistas José María Sert y Frank Brangwyn.
Fue el pionero de las relaciones públicas Ivy Lee, el principal consejero de la familia, quien inicialmente sugirió en 1931 el nombre de "Rockefeller Center" para el complejo. Rockefeller inicialmente no quiso que el apellido de la familia Rockefeller se asociara con el proyecto comercial, pero fue persuadido sobre la base de que el nombre atraería a muchos más inquilinos.
Lo que pudo haberse convertido en una gran controversia a mediados de los años 1930 fue la denominación del último de los cuatro edificios dedicados a Europa que permanecía sin nombre. Ivy Lee y otros representantes de la sociedad inmobiliaria intentaron que el espacio se alquilara para cubrir intereses comerciales alemanes, y nombrarlo como la Deutsches Haus. Rockefeller descartó esta posibilidad después de ser informado de que los nazis de Adolf Hitler estaban conduciendo a Europa al estallido de la Segunda Guerra Mundial, y por lo tanto, el sitio vacío de oficinas se convirtió en el International Building North.
Este edificio posteriormente se convirtió en la sede de las operaciones estadounidenses de la British Security Coordination, un servicio de la inteligencia británica organizado durante la Segunda Guerra Mundial, con la Sala 3603 convirtiéndose en el centro principal de las operaciones de inteligencia de los Aliados, organizadas por William Stephenson, así como la oficina de Allen Welsh Dulles, el futuro jefe de la que más tarde se convirtió en la Agencia Central de Inteligencia.
En 1985, la Universidad de Columbia vendió el terreno del Rockefeller Center al Grupo Rockefeller por 400 millones de dólares. La totalidad del complejo Rockefeller Center fue adquirida en 1989 por Mitsubishi Estate Co., una empresa inmobiliaria del Grupo Mitsubishi, que compró la totalidad del Grupo Rockefeller. En 2000, el propietario actual, Jerry Speyer (amigo íntimo de David Rockefeller), de Tishman Speyer Properties, LP, junto con la familia de Lester Crown de Chicago, compró por 1850 millones de dólares los 14 edificios más antiguos y los terrenos de los propietarios sindicados anteriores: Goldman Sachs (que tuvo el 50 por ciento de la propiedad), Gianni Agnelli, Stavros Niarchos, y David Rockefeller (quien organizó el sindicato en 1996, por su vinculación histórica con los otros socios).

## Diseño
El complejo original fue diseñado como una "ciudad dentro de otra ciudad". Por primera vez en la historia de Manhattan se juntaban un gran grupo de edificios, que combinaban oficinas con centros comerciales y de ocio. El plan general debía ser sistemático, en conformidad con el estilo City Beautiful y bajo la influencia del estilo Bellas Artes. La arquitectura y la decoración de las fachadas, sin embargo, se hicieron eco del estilo art déco, muy famoso en la década de los años 1930. Un sistema de pasarelas conectaría los tejados de los edificios, tomando como referencia a los Jardines colgantes de Babilonia. El objetivo inicial de los Rockefeller y sus socios fue hacer del distrito el segundo mayor centro económico de Manhattan después de Wall Street.
Además del complejo original, también existe un segundo complejo con cuatro torres de estilo Internacional, construidos a lo largo del lado occidental de la avenida de las Américas durante los años 1960 y 1970. El Time-Life Building y las sedes de McGraw-Hill y la News Corporation forman parte de la extensión del Rockefeller Center que ahora es gestionada por el Grupo Rockefeller, una importante empresa privada de bienes raíces.

## Edificios
El complejo actual es una propiedad privada, co-poseída por Tishman-Speyer, y actualmente abierta al público. Se trata de una combinación de dos complejos de edificios y un edificio independiente: trece de los edificios de oficinas Art Decó originales de la década de 1930, un edificio al otro lado de la calle 51 construido en 1947 y un conjunto de cuatro torres de estilo internacional construidas a lo largo del lado oeste de la Avenida de las Américas durante las décadas de 1960 y 1970. Abarca en total 22 acres (8,9 ha) en total, con unos 17 000 000 pies cuadrados (1 600 000 m2) de espacio de oficinas y se sitúa en el centro de la ciudad de Nueva York y limita con la Quinta Avenida y la Sexta Avenida, abarcando desde la calle 48 a la calle 51.

### Complejo original
- One Rockefeller Plaza (608.000 pies cuadrados) — Originalmente el Time-Life Building; un inquilino original fue General Dynamics, por lo que el edificio brevemente se nombró de esa manera.
- 10 Rockefeller Plaza (288.000 pies cuadrados) — Originalmente llamado "Holland House", era anteriormente la sede de Eastern Air Lines. Los estudios de The Today Show se ubican aquí.[12]
- 30 Rockefeller Plaza ("30 Rock") — El Edificio GE (2.900.000 pies cuadrados). Anteriormente conocido como el "Edificio RCA", este edificio es la sede mundial de la National Broadcasting Company (NBC) y alberga la mayoría de sus estudios en Nueva York.
- 1240 Avenue of the Americas — Este edificio se ha adaptado como un anexo a 30 Rock.
- 50 Rockefeller Plaza (481.000 pies cuadrados) — Construido en un principio para The Associated Press, en este edificio tenían su sede muchas agencias de noticias. Es conocido actualmente como el Bank of America Building.
- 1230 Rockefeller Plaza (706.000 pies cuadrados) — Originalmente el "Center Theatre", este edificio posteriormente se convirtió en el U.S. Rubber/Uniroyal Building, y es actualmente el Simon & Schuster Building.[13]
- 1260 Rockefeller Plaza — Radio City Music Hall, un lugar de entretenimiento teatral.
- 1270 Rockefeller Plaza — Inicialmente era el RKO Building; más tarde se convirtió en el American Metal Climax (AMAX) Building.
- 600 Fifth Avenue (409.000 pies cuadrados) — Anteriormente el Sinclair Oil Building.
- 610 Fifth Avenue (130.000 pies cuadrados) — La Maison Francaise.
- 620 Fifth Avenue (130.600 pies cuadrados) — The British Empire Building.
- 626 Fifth Avenue (120.000 pies cuadrados) — Il Palazzo d'Italia.
- 630 Fifth Avenue (1.200.000 pies cuadrados) — The International Building.
- 636 Fifth Avenue (120.000 pies cuadrados) — The International Building North.

### Complejo en la Sexta Avenida
Estos edificios, ubicados en el lado occidental de la Sexta Avenida, son gestionados por el Grupo Rockefeller, en vez de por Tishman-Speyer, el copropietario del Rockefeller Center.
- Time-Life Building (avenida de las Américas 1271)
- McGraw-Hill Building (avenida de las Américas, 1221)
- Barclays Capital (Séptima Avenida, 745) — Anteriormente poseída por Lehman Brothers.

## Cultura popular
- El edificio central aparece en la cubierta del cuarto álbum de Oasis, Standing on the Shoulder of Giants.

- El predio figura como escenario de lucha en el episodio final de la serie de Marvel Studios Hawkeye.